# Liste der Biografien/Roso
Liste der Biografien |
Portal Biografien |
Personensuche
# |
A |
B |
C |
D |
E |
F |
G |
H |
I |
J |
K |
L |
M |
N |
O |
P |
Q |
R |
S |
T |
U |
V |
W |
X |
Y |
Z |
?
 
Ra |
Rb |
Rd |
Re |
Rh |
Ri |
Rj |
Rk |
Rl |
Rm |
Rn |
Ro |
Rr |
Rs |
Rt |
Ru |
Rv |
Rw |
Rx |
Ry |
Rz
 
Roa |
Rob |
Roc |
Rod |
Roe |
Rof |
Rog |
Roh |
Roi |
Roj |
Rok |
Rol |
Rom |
Ron |
Roo |
Rop |
Roq |
Ror |
Ros |
Rot |
Rou |
Rov |
Row |
Rox |
Roy |
Roz 
 
Rosa |
Rosb |
Rosc |
Rosd |
Rose |
Rosh |
Rosi |
Rosj |
Rosk |
Rosl |
Rosm |
Rosn |
Roso |
Rosp |
Rosq |
Ross |
Rost |
Rosu |
Rosv |
Rosw |
Rosy |
Rosz 
Die Liste der Biografien führt alle Personen auf, die in der deutschsprachigen Wikipedia einen Artikel haben. Dieses ist eine Teilliste mit 25 Einträgen von Personen, deren Namen mit den Buchstaben „Roso“ beginnt.

## Roso
- Roso, Đovani (* 1972), kroatischer Fußballspieler

### Rosob
- Rosobin, Jeffer (* 1976), indonesischer Badmintonspieler

### Rosof
- Rosoff, Meg (* 1956), US-amerikanisch-britische Schriftstellerin

### Rosol
- Rosol, Lukáš (* 1985), tschechischer Tennisspieler
- Rosol, Petr (* 1964), tschechischer Eishockeyspieler und -trainer
- Rosola, Paolo (* 1957), italienischer Radrennfahrer
- Rosolen, Giuseppe (* 1947), italienischer Radrennfahrer
- Rosolen, Paula (* 1983), Choreografin in Deutschland
- Rosolino, Frank (1926–1978), US-amerikanischer Jazzposaunist
- Rosolino, Massimiliano (* 1978), italienischer Schwimmer
- Rosolio, Saul (1923–1992), israelischer Botschafter
- Rosołkiewicz, Stanisław Kostka (1775–1855), katholischer Priester
- Rosolová, Denisa (* 1986), tschechische Weitspringerin und Siebenkämpferin
- Rosołowski, Józef (1928–2013), polnischer KZ-Überlebender
- Rosolska, Alicja (* 1985), polnische Tennisspielerin

### Rosom
- Rosomkiewicz, Sven (* 1986), deutscher Politiker (CDU), MdL

### Roson
- Rosonsky, Michael (* 1961), deutscher Tischtennisspieler

### Rosor
- Rosorius, Jürgen (* 1944), deutscher Politiker (CDU), MdL

### Rosov
- Rosovsky, Henry (1927–2022), US-amerikanischer Ökonom und Hochschullehrer
- Rosovsky, Nitza (1934–2023), US-amerikanische Sachbuchautorin

### Rosow
- Rosow, Nikolai Christowitsch (1938–2020), russischer Mathematiker und Hochschullehrer
- Rosow, Waleri Wladimirowitsch (1964–2017), russischer BasejumperWaleri Wladimirowitsch Rosow (1964–2017)

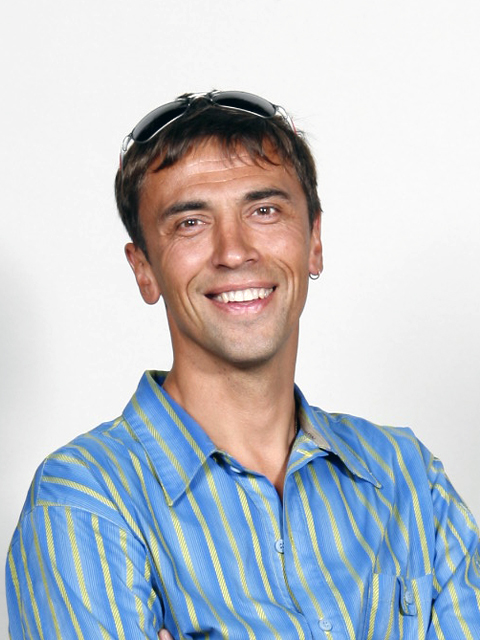
Waleri Wladimirowitsch Rosow (1964–2017)

- Rosow, Wiktor Sergejewitsch (1913–2004), russischer Dramatiker
- Rosowa, Irina Anatoljewna (1958–2023), litauische Politikerin (Seimas)
- Rosowski, Martin (* 1958), deutscher evangelischer Theologe und Historiker